# کونوک‌لو (بسنی)
کونوک‌لو (به ترکی استانبولی: Konuklu) یک منطقهٔ مسکونی در ترکیه است که در بسنی واقع شده‌است.